# Patrón de Turing

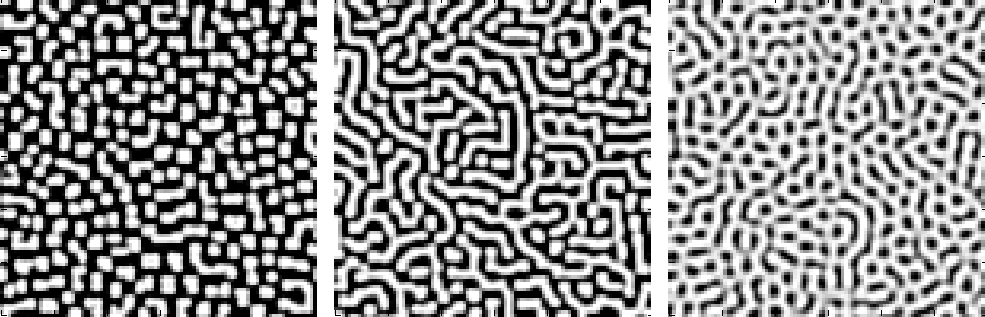
Tres ejemplos de patrones de Turing

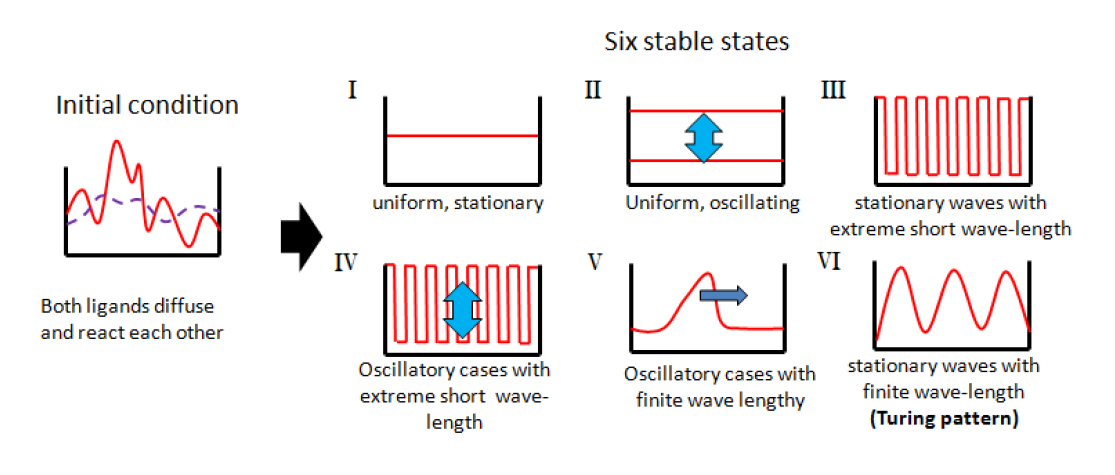
Seis estados que generan un patrón de Turing

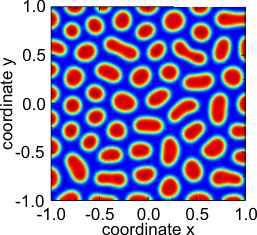
Un patrón de bifurcación de Turing

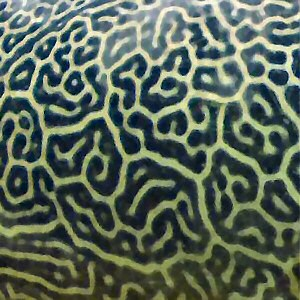
Un ejemplo de un patrón de Turing natural en el pez Tetraodon mbu

El concepto de patrón de Turing (a menudo referido en plural como patrones de Turing) fue introducido por el matemático inglés Alan Turing en 1952 en su artículo titulado La Base Química de la Morfogénesis. Este artículo fundacional describe la manera en que los patrones en la naturaleza como rayas y puntos pueden surgir naturalmente a partir de un estado uniforme homogéneo.

## Visión general
La teoría original, la teoría de reacción-difusión de la morfogénesis, ha sido útil como un modelo importante en la biología teórica. Los sistemas de reacción–difusión han atraído mucho interés como modelos prototipo para la formación de patrones. Patrones como frentes, hexágonos, espirales, rayas y solitones disipativos fueron encontrados en varios tipos de sistemas de reacción-difusión, a pesar de grandes discrepancias, en los términos de reacción. Es una teoría importante  en biología del desarrollo; por ejemplo, hubo un estudio teórico sobre el potencial VEGF para formar patrones de Turing para regular la linfangiogénesis en el embrión del danio rerio.
Así como en los organismos biológicos, los patrones de Turing aparecen en otros sistemas naturales, por ejemplo los patrones del viento formados en la arena. A pesar de que las ideas de Turing acerca de la morfogénesis y los patrones de Turing quedaron abandonadas por  muchos años, ahora son inspiradores para investigaciones en biología matemática.